# INEPT
核磁気共鳴分光法におけるINEPT（Insensitive nuclei enhanced by polarization transfer) は、ボルツマン分布の差が大きいスピンから小さいスピンへ分極移動させることで、感度を向上させる手法である。核オーバーハウザー効果では分極移動に交差緩和を用いているが、INEPTではJ結合を用いている。

## 背景
NMRの感度は核の磁気回転比に依存する。磁気モーメント、ボルツマン分布、歳差運動が磁気回転比に比例するため、一般的に感度は磁気回転比の3乗に比例する。たとえば、13Cの磁気回転比はプロトンの1/4であり、感度はプロトンの1/64である。しかし実際にはノイズも周波数の平方根に比例して増加するため、感度はおよそγ5/2に比例する。たとえば13Cの感度はプロトンの1/32ほど、15Nはプロトンの1/300ほどである。よって感度の低い核では、増感することが求められる。
感度はボルツマン因子を増加させることで人為的に増加させることができる。その方法の1つとして核オーバーハウザー効果があり、たとえば 13Cではプロトンが飽和のときS/N比を3倍にすることができる。しかしNOEは核の磁気回転比の比Kが負ならば、信号強度が減少する。磁気回転比が負である15Nでは、双極子緩和が他の機構と競合するとき、15N信号はほぼ0である。よって磁気回転比が負である核でも増感できる手法が必要であり、その1つとして1979年にレイ・フリーマンによってINEPTは提案された。

## INEPTによる増感
INEPTによって増感する理由は２つある。

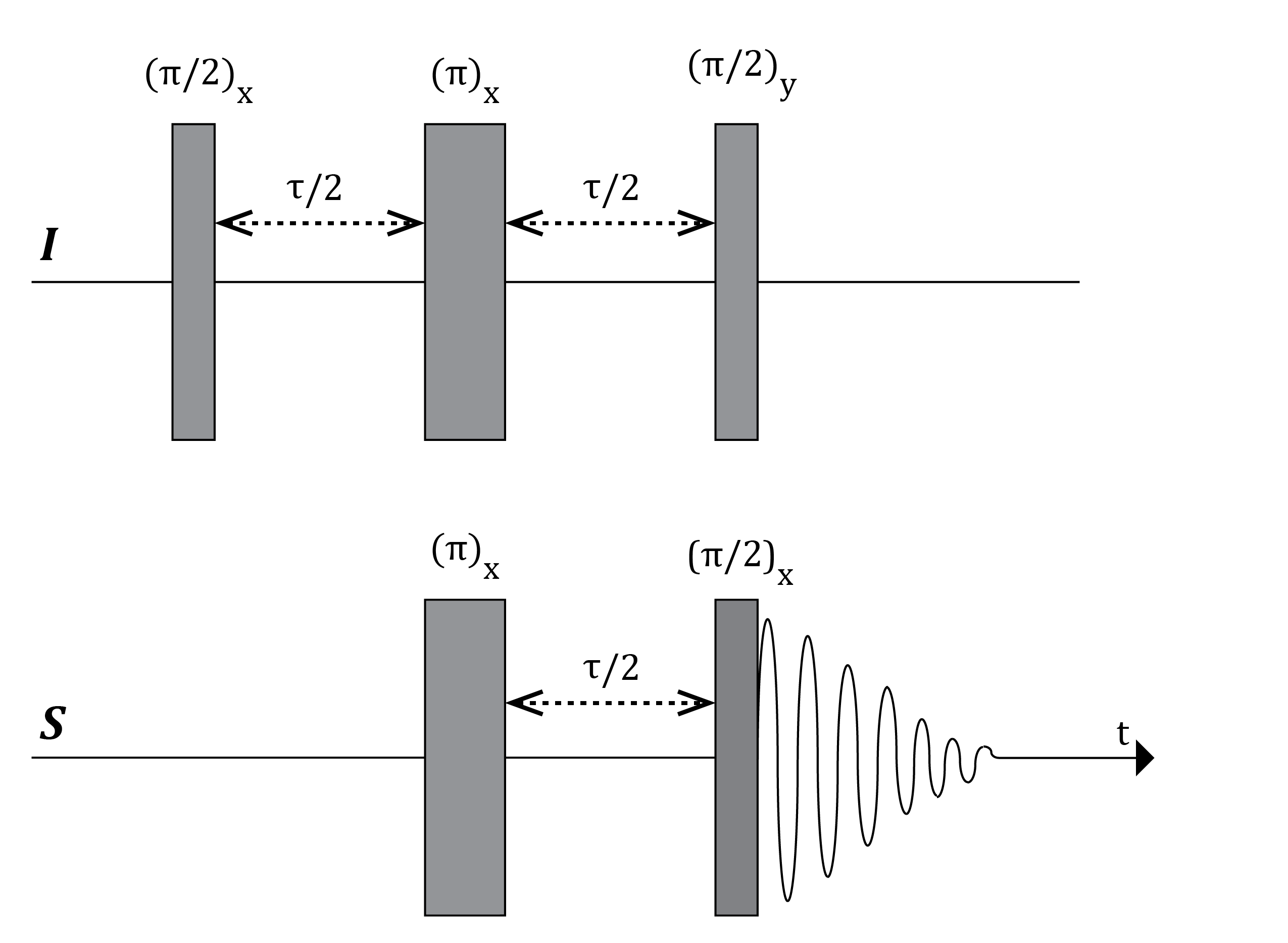
INEPTのパルスシーケンス。INEPTは^{15}Nの感度向上にしばしば用いられる。^{15}Nは磁気回転比が負でありボルツマン分極を増加させT_{1}緩和を減少させる。

- スピンポピュレーション効果が、K（ =磁気回転比の比 γI/γS）によって、信号を増加させる。ここでγIと γS はプロトン (I) と低感度の核 (S) の磁気回転比である。
- 大きな磁気回転比を持つ核は一般的に緩和が速い。INEPTによる磁化移動が繰り返される速度は、大きな磁気回転比を持つ核の緩和速度で決まり、その結果として積算効率が上がりS/N比が向上する。

これらの結果、NOEでは 1+K/2倍に増感するのに対し、INEPTではK倍以上に増感される。NOEとは違いINEPTでは、磁気回転比が負であっても問題なく、15Nや29Siの増感にも有用である。INEPTによって15Nの感度は10倍に増加する。